# Jacques Higelin
Jacques Joseph Victor Higelin (Brou-sur-Chantereine, 18 oktober 1940 - Parijs, 6 april 2018) was een Franse zanger, componist, film- en theater-acteur en auteur.

## Jeugd
Zijn eerste muzikale invloeden waren het pianospel van zijn vader, populaire chansonniers als Maurice Chevalier en Charles Trenet en de na-oorlogse jazz. Reeds tijdens zijn jeugd trad Higelin op met zanginbreng in de bioscoop als pauze-entertainment, bij debutanten-wedstrijden op de radio en in musicals. Henri Crolla onderwees hem in het gitaarspel en bovendien leerde hij piano en klarinet spelen. Begin 1960 nam hij onderricht aan de privé-toneelschool Cours Simon. Tijdens zijn militaire diensttijd was hij in 1961 gestationeerd in Duitsland en Algerije, waar hij de muzikant Areski Belkacem ontmoette. 

## Carrière
Terug in Parijs werkte Higelin spoedig weer voor de film en de televisie en begon hij met cafétheater-optredens. Eind 1964 trad hij op met de acteur Rufus en Brigitte Fontaine in de show Mélancaustique. Met beiden schreef en speelde hij het theaterstuk Maman j'ai peur ou Est-ce que les veaux font des manières? (1967). Met Brigitte Fontaine bracht hij twee albums uit met chansons van Boris Vian (1965, 1968). In 1969 nam hij met Areski Belkacem een eerste album met eigen songs op. Tijdens deze periode speelde Higelin bovendien met Areski en Fontaine het stuk Niok in het Petit Théâtre du Lucernaire.
In 1971 bracht hij zijn eerste soloalbum Jacques 'Crabouif' Higelin uit, een mengeling uit experimentele chanson, blues en Arabische invloeden. Met BBH 75 draaide hij meer richting rock en funk. De door swing, jazz en boogie beïnvloedde albums Champagne pour tout le monde en Caviar pour les autres (1979) nam hij deels op in New Orleans.
Ter gelegenheid van François Mitterrand's verkiezingssucces in 1981 gaf Higelin met de band Téléphone een concert op de Place de la République in Parijs. Zijn show Jacques Joseph Victor dort (1982), die bestond uit concert- en theaterelementen, speelde hij onder andere acht weken lang in het Cirque d'Hiver en bij het Fête de la Musique in Parijs. Met het Israëlisch Filharmonisch Orkest nam hij in 1984 het muzikale sprookje Peter en de wolf (Pierre et le loup – Le carnaval des animaux) op. Van zijn album Tombé du ciel (1988) werden meer dan 300.000 exemplaren verkocht en won hij de Grand Prix du Disque de la Chanson Française van de Académie Charles Cros. In 2005 bracht hij een album uit met 18 chansons van Charles Trenet. In november 2007 kreeg Higelin de Italiaanse songwriterprijs Premio Tenco.

## Privéleven en overlijden
Jacques Higelin is de vader van de acteur Kên Higelin, de zangeres en actrice Izïa Higelin en de zanger Arthur H. Onder de titel Lettres d'amour d'un soldat de 20 ans verscheen in 1987 een samenstelling van liefdesbrieven, die hij tijdens zijn diensttijd in Duitsland en Algerije aan zijn vrouw schreef in Parijs. Jacques Hegelin overleed in april 2018 op 77-jarige leeftijd.

## Onderscheidingen voor muziekverkoop
Gouden Plaat
- FRA
  - 1980: voor het album Alertez Les Bébés
  - 1980: voor het album Caviar Pour Les Autres
  - 1980: voor het album Champagne Pour Tout Le Monde
  - 1980: voor het album No Man's Land
  - 1981: voor het album B.B.H. 75
  - 1983: voor het album Higelin 82
  - 1984: voor het album Casino De Paris
  - 1985: voor het album Aï
  - 1992: voor het album Illicite
  - 1994: voor het album Aux Héros De La Voltige
  - 2006: voor het album Amor Doloroso
  - 2007: voor het videoalbum Higelin En Plein Bataclan (live 2007)
  - 2010: voor het album Coup De Foudre
  - 2013: voor het album Beau Repaire

Platina Plaat
- FRA
  - 1991: voor het album Tombé Du Ciel

## Discografie
- 1965: Douze Chansons d'avant le deluge (met Brigitte Fontaine)
- 1965: Quinze chansons d'avant le deluge (met Brigitte Fontaine)
- 1969: Higelin et Areski (met Areski Belkacem)
- 1971: Jacques "Crabouif"  Higelin (met zijn zoon Arthur)
- 1974: BBH 75
- 1975: Irradié
- 1976: Alertez les bébés!
- 1978: No Man's Land
- 1979: Champagne pour tout le monde
- 1979: Caviar pour les autres
- 1980: La Bande du Rex
- 1982: Higelin '82
- 1985: Aï
- 1988: Tombé du ciel
- 1991: Illicite
- 1994: Aux héros de la voltige
- 1998: Paradis païen
- 2006: Amor Doloroso
- 2010: Coup de foudre
- 2013: Beau Repaire
- 2016: Higelin 75

- Bibliothèque nationale de France: cb11907499j (data)
- Gemeinsame Normdatei: 118863649
- International Standard Name Identifier: 0000 0000 7970 0261
- Library of Congress Control Number: n81075002
- MusicBrainz: f75e42a2-e1f8-4873-ae07-f925dbc095ba
- Nationale Bibliotheek van Tsjechië: xx0163502
- Nationale Bibliotheek van Israël: 987007331791305171
- Nederlandse Thesaurus van Auteursnamen: 068864876
- Réseau des bibliothèques de Suisse occidentale: 02-A003370781
- Istituto Centrale per il Catalogo Unico: UBOV384873
- SNAC: w6184fpr
- Système universitaire de documentation: 026921928
- Virtual International Authority File: 7391508
- WorldCat: E39PBJbM3ddgM4MRRCHYYqwHmd